# Miroslav Paruza
Miroslav Paruza (19. dubna 1924 - ???) byl český a československý politik Československé strany socialistické a poslanec Sněmovny lidu Federálního shromáždění za normalizace.

## Biografie
K roku 1971 a 1976 se profesně uvádí jako vedoucí tajemník Krajského výboru Československé strany socialistické.
Ve volbách roku 1971 zasedl do Sněmovny lidu (volební obvod č. 113 - Bruntál, Severomoravský kraj). Mandát obhájil ve volbách roku 1976 (obvod Bruntál). Ve Federálním shromáždění setrval do konce funkčního období, tedy do voleb v roce 1981.